# Catunaregam nilotica
Catunaregam nilotica är en måreväxtart som först beskrevs av Otto Stapf, och fick sitt nu gällande namn av Deva D. Tirvengadum. Catunaregam nilotica ingår i släktet Catunaregam och familjen måreväxter. Inga underarter finns listade i Catalogue of Life.